# 陈虹 (1922年)
陈虹（1922年8月—2002年7月24日），男，原名陈江文，福建漳州人，中国政治人物，第六届全国政协委员。

## 生平
1922年8月生于福建漳州。1935年12月参加革命，1938年4月加入中国共产党。抗日战争初期，曾任新四军第二支队政治部宣传队队员、文化教员、青年干事，二支队四团军士队政治指导员，经历过皖南事变。1942年3月起，先后任新四军政治部组织部青年科科长，新四军青年工作委员会书记，新四军第一师教导团一营政治教导员、一师教导旅三团政治处主任，新四军苏浙军区第四纵队十二支队政治处主任。第三次国内革命战争时期，历任华东野战军第一队政治部组织科科长、政治部文工团政治委员。1949年7月随军人闽后，任龙溪地委青年部部长兼统战部部长，闽南公学副校长。1951年12月，任青年团省委宣传部部长。1952年7月后，历任福建省文化局副局长、党组书记、局长，福建省文联党组书记、主任。1963年夏，时任福建省文化局长的陈虹带领省话剧团编创人员，深入榜山公社和九龙江沿岸一些社队采访，体验生活。以“榜山风格”为题材，创作了五幕话剧《龙江颂》。
1966年文化大革命开始后受到冲击。1975年5月任福建省革委会外事组组长。1975年12月任中共福建省委统战部副部长。1989年6月任福建省文史研究馆馆长。1993年12月离休。2002年7月24日在福州逝世。

## 出版物
- 陈虹; 吴修秉 (编). . 新编文史笔记丛书. 北京: 中华书局. 2005. ISBN 7-101-04920-6.
- 陈虹. . 福州: 海风出版社. 2003. ISBN 7-80597-324-5.